# 椎野大輝
椎野 大輝（しいの ひろき、男性、1986年7月27日 - ）は、日本の元プロボクサー。茨城県稲敷市出身。第43代OPBF東洋太平洋バンタム級王者。三迫ボクシングジム所属。

## 来歴
土浦日本大学高等学校でボクシングを始め、高校卒業後、東洋大学に進学し、関東大学ボクシングリーグで活躍。大学卒業後、三迫ジムに入門。
2009年8月10日、後楽園ホールで萩原猛を相手にB級でプロデビュー。5回TKO勝ちを収めた。
2010年8月9日、船井龍一（ワタナベ）と対戦し、0-2の判定負けでプロ4戦目で初黒星を喫した。
2010年12月13日、後楽園ホールで元OPBF東洋太平洋スーパーフライ級王者で日本バンタム級2位の冨山浩之介（ワタナベ）を相手に判定勝ちし日本ランク入りを果たした。
2011年10月29日、フィリピン・パラワン島のプエルト・プリンセサにて空位のWBCインターナショナルバンタム級王座をダド･カビントイ（フィリピン）と決定戦で争い11回TKO勝ちで王座を獲得した。4回終了後にはカビントイがポイントでリードしていたが、8回終了時には2人のジャッジが両者互角と採点。椎野は10回に連打でダウンを奪うと11回に2度のダウンを追加。しかし、カビントイ寄りのレフェリーはダウンをとらなかったとも報告されている。それでも10回までの採点は95-94、96-95、96-93と3者ともに椎野を支持。カビントイは椎野のジャブを浴び続けて試合終盤に左目をひどく腫らしたが、椎野のほうも3回あたりに肋骨を負傷していた。レフェリーは30年あまりの間に178試合の世界戦を裁いてきたキャリアの中で5本の指に入るエキサイティングな試合だったと言い、この試合はWBCインターナショナルの年間最高試合候補となった。
2012年9月8日、再びフィリピンに乗り込み、パラニャーケでデニス・トゥビエロン（フィリピン）を相手にWBCインターナショナルバンタム級王座の初防衛戦を行ったが、8回TKO負けで初防衛に失敗し王座から陥落した。椎野は5回にトゥビィエロンの左を受けてダウン。プレッシャーをかけて腹を狙うトゥビィエロンに7回にもダウンを奪われ、さらに8回に2度ダウンするとレフェリーが試合を止めた。椎野は数分間起き上がれず、酸素吸入を受けた。
2012年12月10日、元日本スーパーフライ級王者の菊井徹平（花形）とバンタム級8回戦を行い、2回2分36秒TKO勝ちで再起に成功した。
2013年6月10日、ロリー松下の王座返上に伴うOPBF東洋太平洋バンタム級王座決定戦でデニス・トゥビエロンと再戦する予定だったが、トゥビエロンが前日計量で600gの体重超過があり計量失格となった為、トゥビエロンが勝てば王座は空位、椎野が勝てば新王者誕生という条件で試合が行われ、試合は椎野が2回29秒KO勝ちを収め王座を獲得した。
2013年12月6日、両国国技館にて、元日本バンタム級王者岩佐亮佑と初防衛戦を行い、5回2分52秒TKO負けを喫し初防衛に失敗した。
引退後はトレーナーとしてジムに残り、1歳年上の中川健太や鈴木なな子らを担当。

## 戦績
- アマチュアボクシング：40戦23勝（11KO･RSC）17敗[9]
- プロボクシング：13戦10勝（9KO）3敗

## 獲得タイトル
- WBCインターナショナルバンタム級王座（防衛0度）
- 第43代OPBF東洋太平洋バンタム級王座（防衛0度）